# 元亨利贞
元亨利贞是《周易》乾卦的卦辞，历来解释不一：
《易乾·文言》：“元者善之长也，亨者嘉之会也，利者义之和也，贞者事之幹也。”
据孔颖达疏：“《子夏传》云：元，始也；亨，通也；利，和也；贞，正也。言此卦之德，有纯阳之性，自然能以阳气始生万物，而得元始、亨通；能使物性和谐，各有其利；又能使物坚固贞正而终。”
故由此有人認為「元亨利贞」是指代「春、夏、秋、冬」，即四季。